# Circeis oshurkovi
Circeis oshurkovi är en ringmaskart som beskrevs av Rzhavsky 1998. Circeis oshurkovi ingår i släktet Circeis och familjen Serpulidae. Inga underarter finns listade i Catalogue of Life.